# Barbara Hund
Barbara Hund (* 10. Oktober 1959 in Darmstadt) ist eine deutsch-schweizerische Schachmeisterin, erhielt 1982 den Titel Großmeisterin der Frauen und die Silberne Ehrennadel des Deutschen Schachbundes.

## Privater Werdegang
Barbara Hund ist die Tochter von Juliane und Gerhard Hund und Enkelin von Friedrich Hund und Ingeborg Seynsche. Nach ihrem Abitur 1978 studierte sie Mathematik in Köln und schloss 1987 als Diplom-Mathematikerin ihr Studium ab. Sie lebt in Freiburg im Breisgau.

## Schachlaufbahn
Hund wurde zwischen 1975 und 1978 viermal Deutsche Jugendmeisterin sowie 1978, 1982 und 1984 Deutsche Damenmeisterin. Ihre ersten internationalen Erfolge erzielte sie bei den Jugendeuropameisterschaften 1978 in Kikinda und 1979 in Kula als jeweils Vierte. Sie gewann verschiedene internationale Damenturniere: 1977 in Biel, 1980 in Wijk aan Zee und 1982 in Belgrad. Im Jahre 1979 wurde sie beim Zonenturnier der Damen in Tel Aviv Zweite und qualifizierte sich für das Interzonenturnier 1979 in Rio de Janeiro, bei dem sie auf Platz 14 kam.
Beim Zonenturnier 1982 in Bad Kissingen wurde sie geteilte Erste und qualifizierte sich erneut zum Interzonenturnier – wieder in Bad Kissingen ausgetragen –, bei dem sie Platz 4 und 5 teilte. Dafür wurde ihr aufgrund der erreichten Norm der Großmeistertitel der Frauen verliehen. Details zu ihrer Schachlaufbahn sowie vier Partien (1976–1982) sind in dem Buch Die besten Partien deutscher Schach-Großmeister von Helmut Pfleger enthalten.
Insgesamt nahm Barbara Hund bisher an 15 Schacholympiaden der Frauen teil. Sie spielte bei den Schacholympiaden 1978 bis 1988 in Buenos Aires, Valletta, Luzern, Thessaloniki, Dubai und Thessaloniki sechsmal für die Bundesrepublik, mit der sie bei der Schacholympiade 1978 in Buenos Aires die Bronzemedaille gewann und in der Einzelwertung am dritten Brett den zweiten Rang belegte.

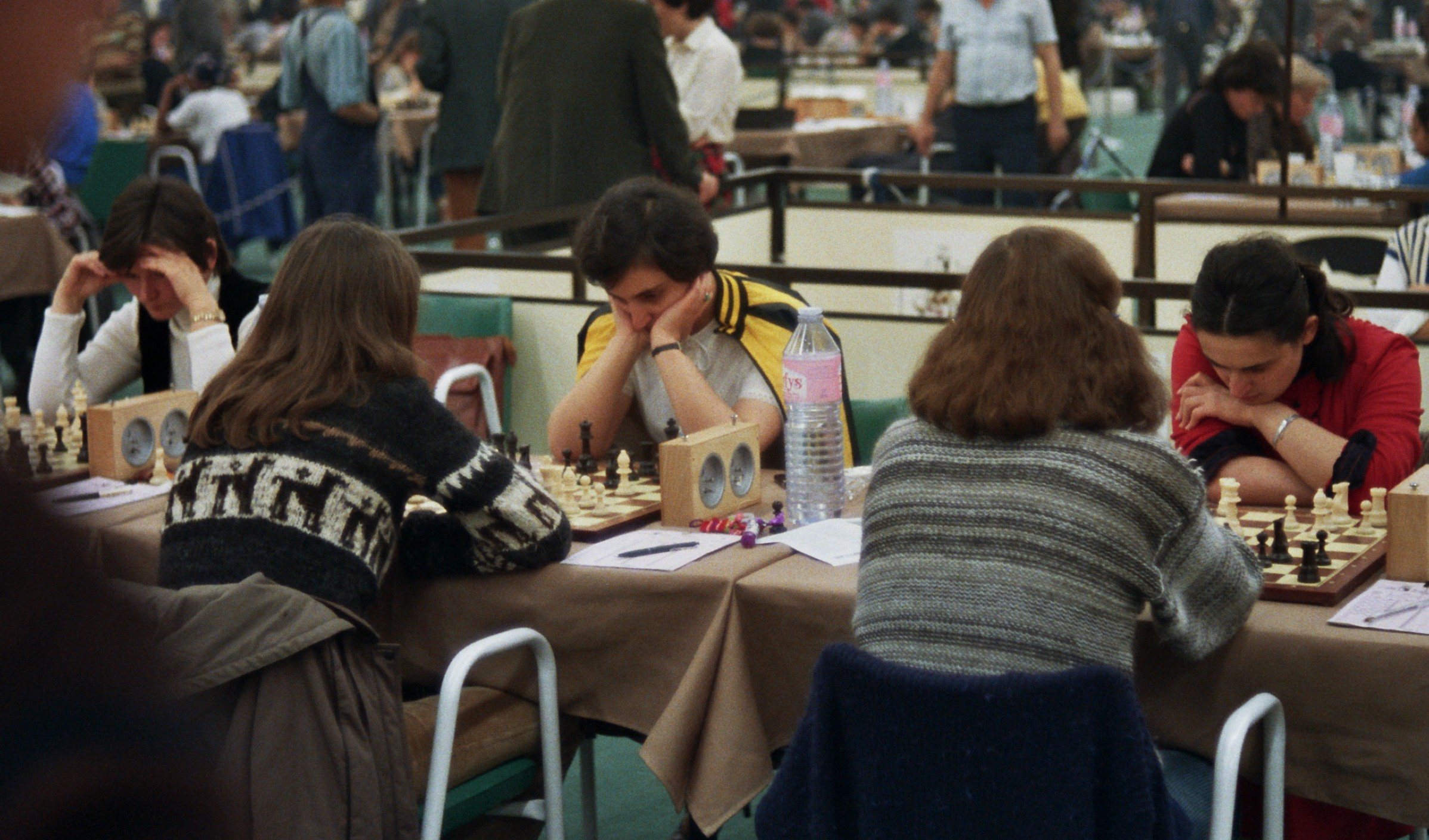
Deutschland – Sowjetunion, Thessaloniki 1984, v. l. n. r.: Semenowa, Levitina, Tschiburdanidse

Sie errang bei der Schacholympiade 1980 in Valletta auf Malta am zweiten Brett das drittbeste Einzelresultat und gewann die Bronzemedaille. Das deutsche Team erreichte bei der Schacholympiade 1984 in Thessaloniki gegen den Olympiasieger Sowjetunion ein Unentschieden, und zwar mit den Paarungen Maia Tschiburdanidse – Barbara Hund, Gisela Fischdick – Irina Levitina (1:0) und Lydyja Semenowa – Stepanka Vokralova (1:0).
Seit 1991 vertritt Hund international die Schweiz, mit der sie bislang an den Schacholympiaden der Frauen 1992 in Manila, 1994 in Moskau, 2000 in Istanbul, 2002 in Bled, 2004 in Calvià, 2006 in Turin, 2008 in Dresden, 2012 in Istanbul und 2014 in Tromsø teilnahm.
In Moskau 1994 errang sie für das drittbeste Einzelresultat am zweiten Brett die Bronzemedaille, ebenso 2004 in Calvià/Mallorca.
Hund nahm mit der Schweiz auch an vier Mannschaftseuropameisterschaften der Frauen zwischen 1992 und 2007 teil.
1993 gewann sie in Silvaplana die Schweizer Damenmeisterschaft.
Anfang 1983 war sie unter den Top Ten der Elo-Weltrangliste der Damen.

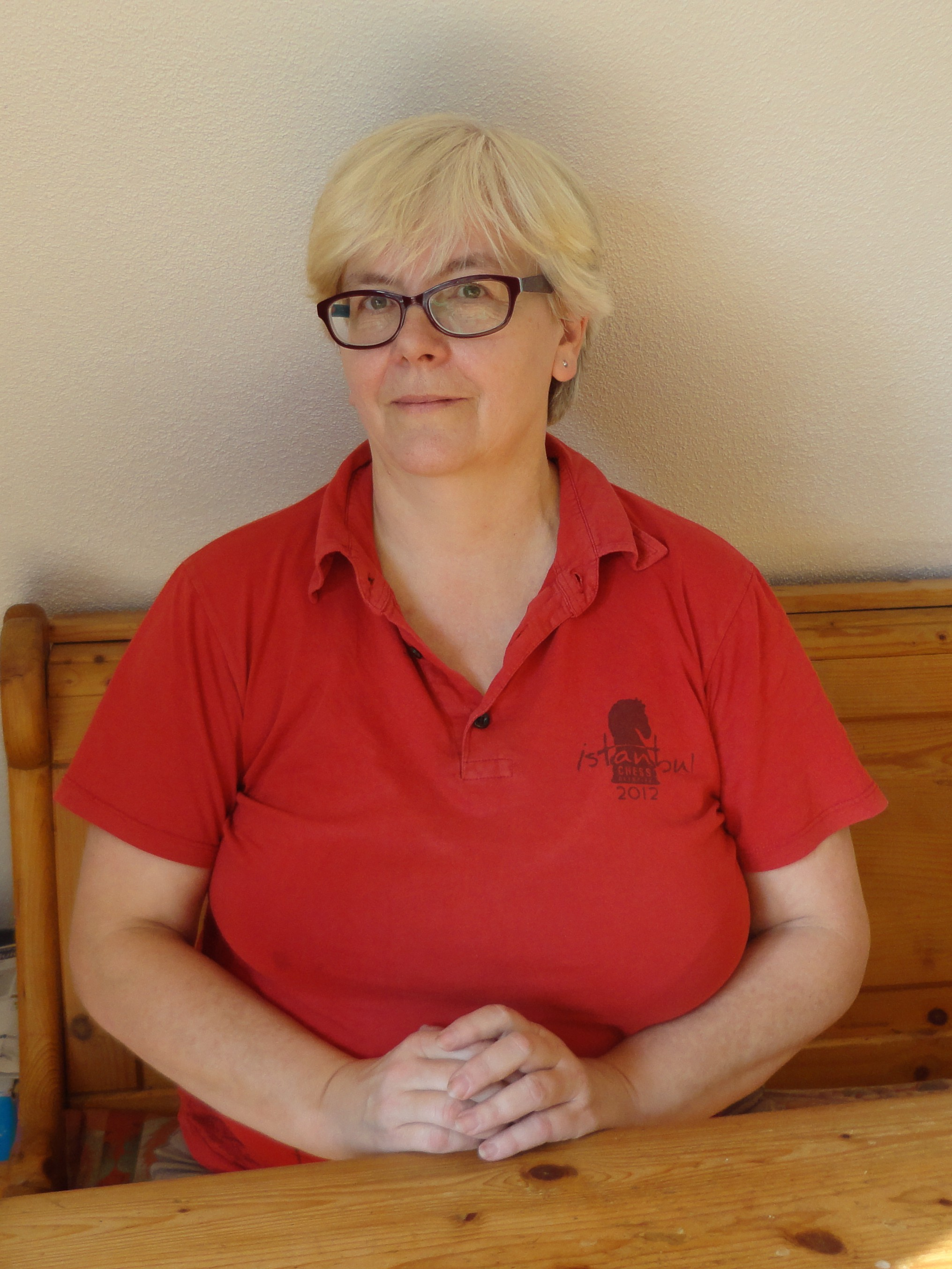
Barbara Hund (2015)

## Vereine
Von 1983 bis 1986 spielte Barbara Hund mit dem Schachverein Opladen 1922 e. V. in der Oberliga Nordrhein-Westfalen, wechselte dann (nach dem Abstieg des SV Opladen) wieder zu den Schachfreunden Monheim, bei denen sie zuvor bereits einige Jahre aktiv gewesen war. Zwischen 1992 und 1999 spielte sie für die Elberfelder Schachgesellschaft 1851 in der Deutschen Damen-Schachbundesliga und wurde mit dieser 1993, 1994, 1996, 1997 und 1999 deutsche Mannschaftsmeisterin. Ab 1996 war sie parallel noch mit den Schachfreunden Reichenstein in der Schweizer Liga aktiv, unter anderem kam sie in den Saisons 1999 und 2000 in der Nationalliga A zum Einsatz. 2018 wechselte sie zum SC Therwil. Seit 2000 spielt sie beim SK Freiburg-Zähringen 1887, dessen 1. Vorsitzende sie seit Juli 2015 ist. Außerdem ist sie 2. Vorsitzende im Schachbezirk Freiburg im Breisgau.

## Familie

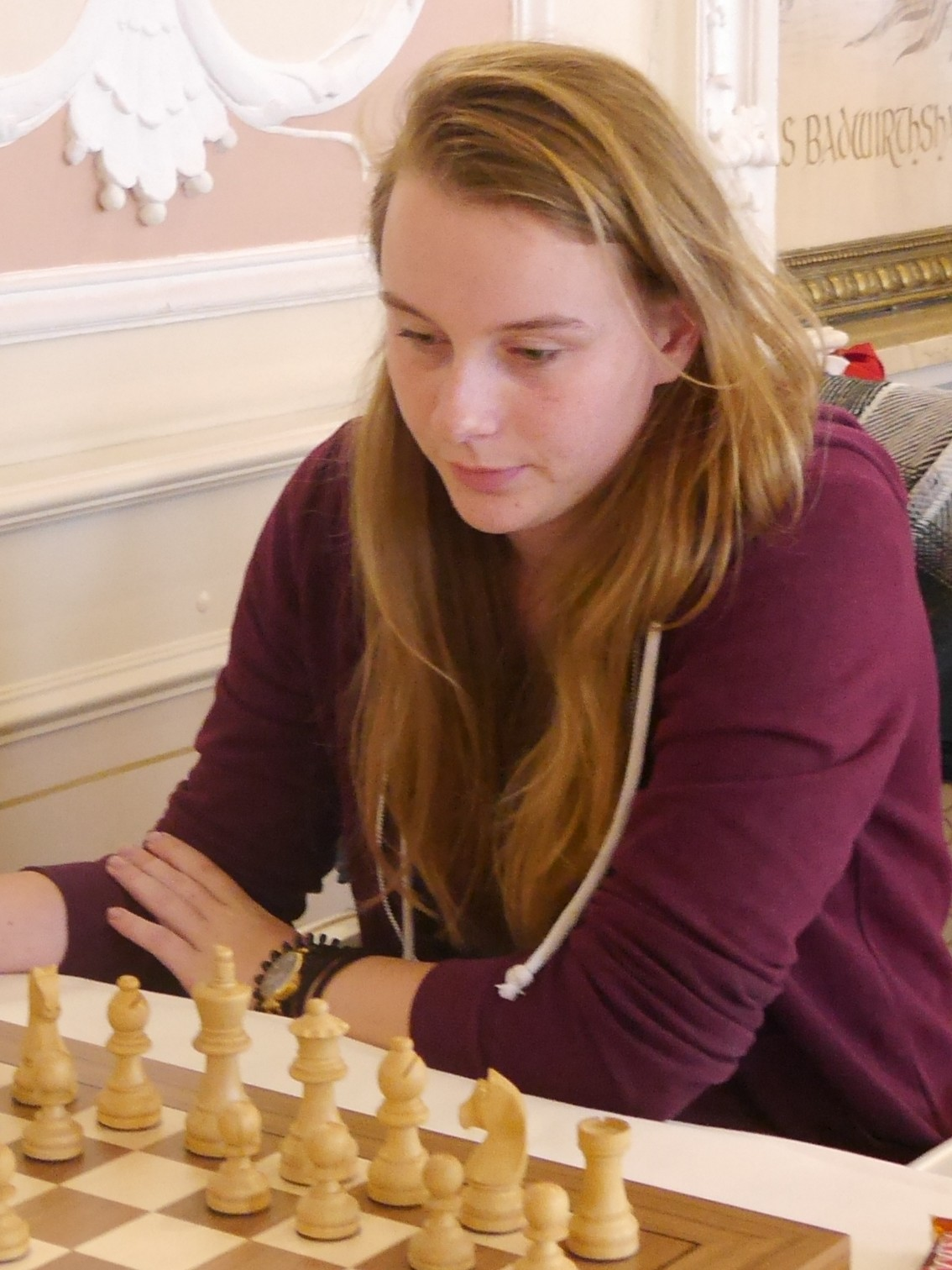
Tochter Sarah Hund, Bundesliga 2016/17 in Baden-Baden

Barbara Hund gehört zu einer international bekannten Schachfamilie, der neben ihren Eltern auch ihre Schwester Isabel Hund (FIDE-Meisterin der Frauen, * 1962) und ihre Tochter Sarah (2013 Deutsche Amateurmeisterin in der Gruppe D, Elo/DWZ 1501 bis 1700, 2018 Aufstieg mit dem SK Freiburg-Zähringen 1887 in die zweite Bundesliga der Frauen) angehören.

## Publikation
- Mein Weg zum Erfolg. Rau-Verlag, Düsseldorf 1983, ISBN 3-7919-0216-4 (Inhaltsverzeichnis)